# Glaucopsyche caeca
Glaucopsyche caeca är en fjärilsart som beskrevs av Courvoisier 1912. Glaucopsyche caeca ingår i släktet Glaucopsyche och familjen juvelvingar. Inga underarter finns listade i Catalogue of Life.